# La Rouquette
 La Rouquette  (en occitano La Roqueta) es una población y comuna francesa, situada en la región de Mediodía-Pirineos, departamento de Aveyron, en el distrito de Villefranche-de-Rouergue y cantón de Villefranche-de-Rouergue.

## Demografía
| 471 | 415 | 434 | 554 | 586 | 626 |
| Para los censos de 1962 a 1999 la población legal corresponde a la población sin duplicidades (Fuente: INSEE [Consultar]) |     |     |     |     |     |